# Balans Volume Indicator

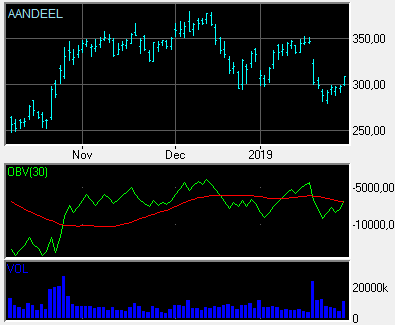
On Balance Volume (OBV) indicator met daaronder dagvolumes in staafgrafiek

De OBV (van het Engels On-balance volume) is een indicator die op basis van de verhandelde volumes, probeert het koopmoment of verkoopmoment van een aandeel te bepalen. De Relatieve Sterkte Index bepaalt dat enkel op basis van koersbeweging. Maar een bepaalde stijging of daling van de koers heeft veel meer belang bij hoge volumes dan bij lage volumes. Wanneer daarmee geen rekening gehouden wordt, kunnen valse koop- of verkoop signalen gevormd worden. Daar wil de OBV iets aan doen en probeert op basis van de verhandelde volumes koop- en verkoopsignalen te bepalen.

## Berekening
De OBV indicator wordt als volgt berekend:
- Als de koers gelijk is aan de vorige koers dan is de OBV = OBV van vorige dag
- Bij stijgende koers dan is de OBV = OBV van vorige dag + totale dagvolume
- Bij dalende koers dan is de OBV = OBV van vorige dag - totale dagvolume.

Optioneel:
- Moving Average van de OBV als signaallijn

## Uitleg
De OBV zal dus in principe stijgen bij stijgende koersen (accumulatie fase) en dalen bij dalende koersen (distributie fase). Men zegt dat de OBV een convergentie vertoont met de koersgrafiek. Wanneer er echter een divergentie ontstaat, zal dit een koop of verkoop signaal kunnen betekenen.
Wanneer de koersgrafiek nog een dalende trend laat zien, maar de OBV begint te stijgen, zal dit een trendomkeer in de koersgrafiek inluiden. Men spreekt dan van een koopsignaal. Omgekeerd: wanneer de koersgrafiek nog een stijgende trend laat zien, maar de OBV begint te dalen, zal dit een verkoopsignaal aangeven.